# 기라 요시히사
기라 요시히사/요시나카(일본어: 吉良義央)는 에도 시대 전기의 고가 하타모토이다. 겐로쿠아코 사건의 당사자. 이 사건을 기반으로 한 작품 충신장에선 악역으로 그려진다. 고즈케노스케. 보통 기라 고즈케노스케(吉良上野介)로 불리는 경우가 많다. 본성은 겐지(세이와 겐지).

## 같이 보기
- 시마즈 쓰나타카 - 요시히사의 친딸 쓰루히메의 남편(후에 이혼하였다.)
- 쓰가루 마사타케 - 요시히사의 친딸 아구리히메의 남편
- 사카이 다다토시 - 요시히사의 외증조부
- 사카이 다다카쓰 - 요시히사의 어머니는 다이로 다다카쓰의 조카이다.

| 전임 기라 요시후유 | 제3대 기라 고가 (미카와 기라씨) 당주 1668년 ~ 1701년 | 후임 기라 요시치카 |